# 武藏大學
武藏大學（日语：武蔵大学／むさしだいがく）是本部位於日本東京都的一所私立大學，設立於1949年。一般簡稱為武藏或武藏大。

## 簡介

### 大學整體
武藏大學的前身是舊制武藏高等學校，在1922年由根津財閥的創設者根津嘉一郎所設立。

### 建學理念[1]
- 成為能融合東西文化、實行民族理想的人
- 成為在世界展現雄心壯志的人
- 成為有審查自心、獨立思考能力的人

### 目標[2]
- 「自立」審查自心，獨立思考
- 「對話」以開放的心態進行對話
- 「實踐」翻轉世界的思想，從自己身旁開始實踐

## 沿革
- 1922年 舊制武藏高等學校開學。
- 1949年 伴隨學制改革，改制為武藏大學（經濟學部經濟學科）。
- 1950年 東京四大學運動競技大會開始。
- 1954年 開始舉辦大學祭。
- 1959年 經濟學部增設經營學科。
- 1965年 舉行首屆校內運動大會。
- 1969年 設置人文學部（歐美文化學科、日本文化學科、社會學科）、經濟學研究科。
- 1973年 設置人文科學研究科。
- 1992年 經濟學部增設金融學科。
- 1998年 人文學部社會學科改組，成立社會學部。
- 2004年 社會學部增設媒體社會學科。

## 教育及研究

### 學部
- 經濟學部
  - 經濟學科
  - 經營學科
  - 金融學科
- 人文學部
  - 英語英美文化學科
  - 歐洲文化學科
  - 日本・東亞文化學科
- 社會學部
  - 社會學科
  - 媒體社會學科

### 大學院
- 經濟學研究科
  - 經濟・經營・財務專攻
- 人文科學研究科
  - 歐美文化專攻
  - 日本文化專攻
  - 社會學專攻

### 附屬機關
- 圖書館
  - 武藏大學圖書館研究資訊中心
  - 武藏大學洋書廣場
- 中心
  - 基礎教育中心
  - 學生支援中心
  - 資訊・媒體教育中心
  - 國際中心
  - 外國語教育中心
- 研究所
  - 武藏大學綜合研究所

## 對外關係

### 關連學校
- 舊制高等學校
  - 學習院大學
  - 成蹊大學
  - 成城大學
  - 甲南大學
- 北海道武藏女子短期大學

### 系列學校
- 武藏中學校·高等學校

### 海外協定校[3]
- 美國
  - 俄亥俄大學
  - 夏威夷太平洋大學
  - 天普大學
- 英國
  - 肯特大學
- 澳洲
  - 迪肯大學
- 法國
  - 里昂大學
  - 巴黎第七大學
- 德國
  - 哈雷-維滕貝格大學
- 韓國
  - 高麗大學
- 中國大陸
  - 西安外國語大學
  - 南開大學
- 台灣
  - 國立政治大學

## 知名校友
- 渡邊岳夫
- 風雅直人

## 外部連結
- （日語）武藏大學 （页面存档备份，存于）
- （日語）根津育英会武蔵学園 （页面存档备份，存于）